# A gyilkos eső (televíziós sorozat)
A gyilkos eső egy dán posztapokaliptikus websorozat, amelyet Jannik Tai Mosholt, Esben Toft Jacobsen és Christian Potalivo alkotott.  2018. május 4-én mutatták be a Netflixen. A sorozat sztárjai Alba August, Lucas Lynggaard Tønnesen, Mikkel Følsgaard, Lukas Løkken, Jessica Dinnage, Sonny Lindberg, és Angela Bundalovic, valamint Lars Simonsen, Bertil De Lorenhmad, Evin Ahmad, és Johannes Bah Kuhnke mellékszerepekben. Az utóbbi kettő a második évadban főszereplő lesz.
2018. május 30-án a Netflix hivatalosan bejelentette, hogy a sorozatnak lesz második évada, amely 2019. május 17-én jelent meg 6 epizóddal. 2019 júniusában megerősítették, hogy a sorozatnak lesz egy harmadik egyben utolsó évada, ami 2020. augusztus 6-án jelent meg.

## Történet
Egy új vírus pusztít Dániában, amelyet a csapadék hordoz. Egy testvérpár, Simone és Rasmus egy bunkerben találnak menedéket. Hat évvel később elhagyják a menedéket, hogy megkeressék édesapjukat, aki magukra hagyta őket, de soha nem tért vissza hozzájuk. Útközben csatlakoznak egy fiatalokból álló túlélőcsoporthoz, és együtt vándorolnak tovább.

## Szereplők

### Főszereplők
- Alba August mint Simone Andersen
- Lucas Lynggaard Tønnesen mint Rasmus Andersen
  - Bertil De Lorenzi mint a fiatal Rasmus (1-2. évad)
- Mikkel Følsgaard mint Martin
- Lukas Løkken mint Patrick
- Jessica Dinnage mint Lea (1-2. évad)
- Sonny Lindberg mint Jean
- Angela Bundalovic mint Beatrice (1. évad)
- Natalie Madueño mint Fie (2-3. évad)
- Clara Rosager mint Sarah (2-3. évad)
- Evin Ahmad mint Kira (2-3. évad)
- Johannes Bah Kuhnke mint Sten (1. évadban mellékszereplő; 2-3. évadban főszereplő)
- Rex Leonard mint Daniel (3. évad)

### Mellékszereplők
- Lars Simonsen mint Dr. Frederik Andersen, Simone és Rasmus apja (1-2. évad)
- Jacob Luhmann mint Thomas, az Apollon-i idegen (1-2. évad)
- Iben Hjejle mint Ellen Andersen, Simone és Rasmus anyja (1. évad)
- Anders Juul mint Jakob, Sarah idősebb testvére (2. évad)

## Epizódok
| Évad | Évad | Epizód | Eredeti sugárzás   | Magyar sugárzás    | Adó |
| ---- | ---- | ------ | ------------------ | ------------------ | --- |
|      | 1    | 8      | 2018. május 4.     | 2019. március 9.   |     |
|      | 2    | 6      | 2019. május 17.    | 2019. május 17.    |     |
|      | 3    | 6      | 2020. augusztus 6. | 2020. augusztus 6. |     |

### 1. évad (2018)
| Sor. | Év. | Cím                                                 | Rendező                      | Író                | Premier                         |
| --- | --- | --------------------------------------------------- | ---------------------------- | ------------------ | ------------------------------- |
| 1. | 1.  | Maradj a bunkerban (Stay Inside)                    | Kenneth Kainz                | Jannik Tai Mosholt | 2018. május 4. 2019. március 9. |
| Dániában egy halálos vírus jelenik meg, amely a csapadékkal terjed. Ha valakit esőcsepp ér, perceken belül meghal. Simone és Rasmus szüleikkel együtt egy földalatti bunkerbe menekülnek, amely az Apollon tulajdona. Dr. Frederik Andersen, a gyerekek apja is ennél a tudományos kutatásokkal foglalkozó cégnél dolgozik. Nemsokára el kell hagynia a bunkert, de megígéri, hogy vissza fog jönni. Mielőtt elindulna, arra kéri Simone-t, hogy vigyázzon az öccsére, mert ő a kulcs a vírus legyőzéséhez. Órákkal később valaki kopogtat a bunker ajtaján, Simone pedig kinyitja, mert azt hiszi, hogy az édesapja tért vissza. Az anyja viszont tudja, hogy nem Frederik az, ezért kirohan az esőbe. Az élete árán sikerül megakadályoznia, hogy az idegen bejusson, és megfertőzze a gyerekeket. Simone és Rasmus magukra maradnak a bunkerben, és a rádió segítségével próbálnak kapcsolatba lépni valakivel a külvilágból, de nem sok sikerrel. Simone visszaemlékezik egy napra, amikor Rasmus beteg volt. A szüleik egy kezelésről vitatkoztak, amely során Rasmust egy vírussal gyógyították volna meg. Simone és Rasmus hat évig a tökéletesen felszerelt bunkerben élnek, de lassan fogyni kezd az élelmük. Rasmus el akarja hagyni a fedezéket, amibe nővére is beleegyezik. Aznap éjjel Simone kilopakodik a külvilágba egy védőfelszerelésben, de csak elhagyatott romokat talál. Amikor visszatér a bunkerbe, a riasztó a légszabályozó rendszer összeomlását jelzi. Simone felkelti Rasmust, miközben egyre fogy a levegőjük. Végül sikerül kijutniuk a szabadba, ahol fegyverekkel felszerelt túlélők csapatával találják szembe magukat. |     |                                                     |                              |                    |                                 |
| 2. | 2.  | Maradj mellettem (Stay together)                    | Kenneth Kainz                | Jannik Tai Mosholt | 2018. május 4. 2019. március 9. |
| 3. | 3.  | Kerüld a várost (Avoid the City)                    | Kenneth Kainz                | Jannik Tai Mosholt | 2018. május 4. 2019. március 9. |
| 4. | 4.  | Ne bízz senkiben (Trust No One)                     | Poul Berg                    | Jannik Tai Mosholt | 2018. május 4. 2019. március 9. |
| 5. | 5.  | Ne add fel (Have Faith)                             | Natasha Arthy, Kenneth Kainz | Mette Heeno        | 2018. május 4. 2019. március 9. |
| 6. | 6.  | Tartsd közel a barátaidat (Keep Your Friends Close) | Natasha Arthy, Kenneth Kainz | Jannik Tai Mosholt | 2018. május 4. 2019. március 9. |
| 7. | 7.  | Ne állj szóba idegenekkel (Don't Talk to Strangers) | Natasha Arthy, Kenneth Kainz | Poul Berg          | 2018. május 4. 2019. március 9. |
| 8. | 8.  | Bízz az ösztöneidben (Trust Your Instincts)         | Natasha Arthy, Kenneth Kainz | Jannik Tai Mosholt | 2018. május 4. 2019. március 9. |

### 2. évad (2019)
| Sor. | Év. | Cím                                                  | Rendező            | Író                           | Premier                         |
| ---- | --- | ---------------------------------------------------- | ------------------ | ----------------------------- | ------------------------------- |
| 9.   | 1.  | Az érintkezés kerülendő (Avoid Contact)              | Søren Balle        | Jannik Tai Mosholt            | 2019. május 17. 2019. május 17. |
| 10.  | 2.  | Fájdalmas igazság (The Truth Hurts)                  | Søren Balle        | Rune Schjøtt                  | 2019. május 17. 2019. május 17. |
| 11.  | 3.  | Őrizd meg a nyugalmad! (Stay in Control)             | Kasper Gaardsøe    | Julie budtz sørensen          | 2019. május 17. 2019. május 17. |
| 12.  | 4.  | Mentsd magad! (Save Yourself)                        | Kasper Gaardsøe    | Rune Schjøtt, Simon Oded Weil | 2019. május 17. 2019. május 17. |
| 13.  | 5.  | Szedd össze magad! (Keep It Together)                | Josefine Kirkeskov | Julie Budtz Sørensen          | 2019. május 17. 2019. május 17. |
| 14.  | 6.  | Természetes kiválasztódás (Survival of the Fittest') | Josefine Kirkeskov | Simon Oded Weil               | 2019. május 17. 2019. május 17. |

### 3. évad (2020)
| Sor. | Év. | Cím                                                                   | Rendező            | Író                          | Premier                               |
| ---- | --- | --------------------------------------------------------------------- | ------------------ | ---------------------------- | ------------------------------------- |
| 15.  | 1.  | Ne add fel (Don't Give Up)                                            | Josefine Kirkeskov | Julie Budtz Sørensen         | 2020. augusztus 6. 2020. augusztus 6. |
| 16.  | 2.  | Soha ne engedd el (Never Let Go)                                      | Josefine Kirkeskov | Anna Bro                     | 2020. augusztus 6. 2020. augusztus 6. |
| 17.  | 3.  | Maradj erős (Stay Strong)                                             | Kaspar Munk        | Lasse Kyed Rasmussen         | 2020. augusztus 6. 2020. augusztus 6. |
| 18.  | 4.  | Legyél te a változás a világban (Be the Change You Want in the World) | Kaspar Munk        | Christoffer Barfred Krustrup | 2020. augusztus 6. 2020. augusztus 6. |
| 19.  | 5.  | Szeresd magadat (Love Yourself)                                       | Kasper Gaardsøe    | Lasse Kyed Rasmussen         | 2020. augusztus 6. 2020. augusztus 6. |
| 20.  | 6.  | És ez is el fog múlni (And This Too Shall Pass)                       | Kasper Gaardsøe    | Julie Budtz Sørensen         | 2020. augusztus 6. 2020. augusztus 6. |

## Forgatás
Az első évad forgatása 2017 júniusában kezdődött Dániában és Svédországban.
A Netflix 2018. május 30-án bejelentette, hogy a sorozat 2018-as elindítása céljából 2018 végén a második évadra kerül sor. A második évadot végül 2019. május 17-én mutatták be a Netflixen. 
A gyilkos eső harmadik évada 2020. augusztus 6-án jelent meg a Netflixen. 

## Fordítás
Ez a szócikk részben vagy egészben  a   The Rain (TV series) című angol Wikipédia-szócikk ezen változatának fordításán alapul.  Az eredeti cikk szerkesztőit annak laptörténete sorolja fel. Ez a jelzés csupán a megfogalmazás eredetét és a szerzői jogokat jelzi, nem szolgál a cikkben szereplő információk forrásmegjelöléseként.